# Stewards (organisation paramilitaire)
Les Stewards également dénommés officieusement Blackshirts, étaient la branche paramilitaire de l'Union britannique des fascistes (BUF). Ils remplissaient le même rôle que les chemises noires du Parti national fasciste italien et portaient également des uniformes noirs. Les Stewards étaient officiellement une organisation de gardes qui devaient protéger Oswald Mosley et expulser des groupes de chahuteurs de l'audience de discours de responsables de la BUF.

## Olympia, Juin 1934
Lors d'un rassemblement de 12 000 membres de la BUF à Olympia le 7 juin 1934, les Stewards ont attaqué lors d'une tentative antifasciste visant à perturber le discours de Mosley. Les violences qui se sont produites entre les communistes et les Stewards ont amené Lord Rothermere, propriétaire du Daily Mail, à retirer son soutien à son journal, principalement sous la pression de représentants du gouvernement. La mauvaise publicité qui en a résulté dans les journaux dirigés par la gauche a également entraîné une baisse du nombre de membres de la BUF.